# El Amor Brujo

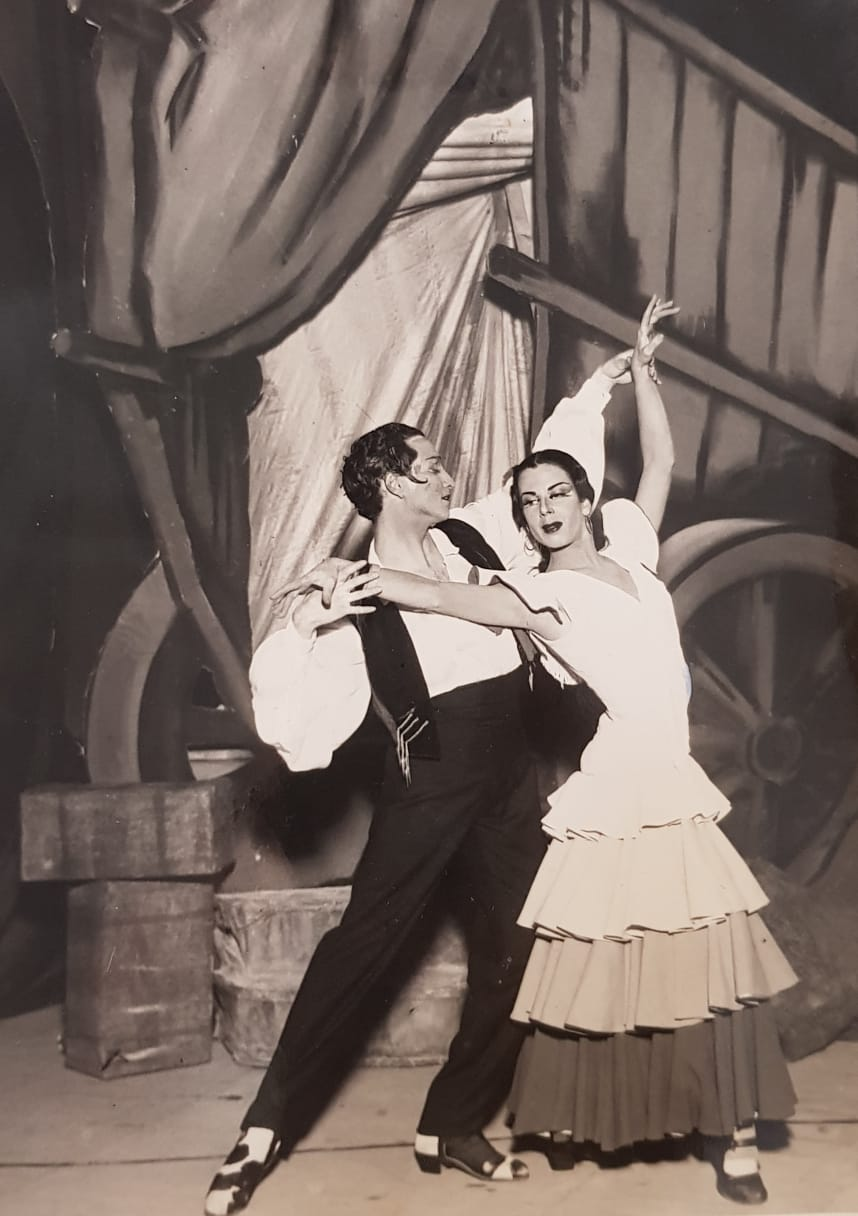
Elza Galvez e Hery Thomson, em montagem de El amor brujo, no Teatro Argentino de La Plata, Argentina, em junho de 2020.

El Amor Brujo (O amor encantador ou feiticeiro) é um balé composto por Manuel de Falla, a pedido da coreógrafa flamenca Pastora Imperio.
A versão original, para um grupo de câmara, foi estreada no Teatro Lara, em Madri, a 15 de abril de 1915. Posteriormente, em 1925,  foi escrita uma versão para orquestra sinfônica e mezzo-soprano. O libreto original é de Gregorio Martínez Sierra.
A história narra as aventuras de Candela, uma jovem cigana, cuja relação com Carmelo é atormentada pelo fantasma de seu antigo amor. A música tem um caráter andaluz e o texto é escrito em dialeto cigano-andaluz.
El amor brujo foi também adaptado para o cinema, em película dirigida por Carlos Saura, em 1986.